# Yoshiyuki Tomino
Yoshiyuki Tomino (富野 由悠季 ou 富野 喜幸, Tomino Yoshiyuki) est un réalisateur de série d'animation (Anime) né le 5 novembre 1941 à Odawara dans la préfecture de Kanagawa au Japon. Il est surtout connu pour avoir créé la franchise Mobile Suit Gundam.

## Biographie
Yoshiyuki Tomino est né le 5 novembre 1941 dans la ville d'Odawara dans la préfecture de Kanagawa, à l'ouest de Yokohama. À la fin du lycée, il intègre la prestigieuse Université Nihon et en sort diplômé dans le domaine de l'art en 1964. Cette même année, il est embauché chez le studio d'animation Mushi Production d'Osamu Tezuka qui recrute à cette époque de nombreux jeunes animateurs. Tomino commence à travailler en novembre 1964 sur la série phare du studio, Astro, le petit robot et réalise le storyboard de l'épisode 96. Par la suite, il fait le storyboard de 25 autres épisodes ainsi que quelques scénarios jusqu'à la fin de la série en décembre 1966.  
L'année suivante, Tomino quitte Mushi production et fréquente pendant un an l'Institut de Design de Tōkyō. En 1968, il revient dans le monde de l'animation en tant qu'indépendant et réalise les storyboards de nombreuses séries comme Princess Knight (1967-1968, Mushi Pro), Kyojin no hoshi (1968-1971, Tokyo Movie) ou Judo Boy (1969-1970, Tatsunoko). 
En 1972, il réalise sa première série, Triton, une adaptation d'un manga d'Osamu Tezuka. Tomino continue la réalisation de storyboard notamment sur Heidi (1974) mais retourne à la réalisation en 1975 avec La Seine no Hoshi et Yūsha Raideen, première série de mecha qu'il réalise. Série produite par le studio Sunrise, Tomino va également réaliser la première produite indépendamment par le studio, Muteki  Choujin Zanbot 3 en 1977. 
Tomino va alors devenir un spécialiste du genre mecha mais c'est surtout avec Mobile Suit Gundam (1979-1980) qu'il va révolutionner le genre. Tomino va être ainsi l'initiateur d'une nouvelle génération d'anime, les "mechas réalistes" qui va connaître un fort engouement durant la première moitié des années 80 et qui va largement se prolonger dans le temps. Objet de multiples suites ainsi que de produits dérivés, Gundam va propulser Tomino au rang des plus grands réalisateur de son temps. Il réalisera plusieurs séries dans le même genre comme Space Runaway Ideon (1981), Combat Mecha Xabungle (1982), Aura Battler Dunbine (1983), Heavy Metal L-Gaim (1984) avant de retourner à l'univers Gundam comme Mobile Suit Zeta Gundam (1985) et Mobile Suit Gundam ZZ (1986). Il propulse également avec lui le studio Sunrise qui connait une popularité exponentielle et lui permet de se placer en studio spécialisé dans le genre mecha. C'est également Gundam qui va permettre à Tomino de passer à la réalisation de films en 1981 avec la première adaptation sur grand écran de la série.
À la fin des années 80, le genre mecha connait une baisse de popularité conjugué avec une crise générale du monde de l'animation. Tomino va alors pendant un temps cesser la réalisation de séries mais sort deux films, Mobile Suit Gundam : Char contre-attaque (1988) et Mobile Suit Gundam F91. Il revient brièvement à la série avec Mobile Suit Victory Gundam (1993) mais il faut attendre 1998 avec Brain Powerd pour le voir retourner à la réalisation et sortir de l'univers Gundam. Après avoir laissé la main à d'autres réalisateur, Tomino revient en 1999 aux commandes de la réalisation d'un nouvel opus de la saga Gundam, Turn A Gundam, puis passe les années 2000 à réaliser des films dérivés de la saga.

## Filmographie

### Télévision
- 1963-1966 : Astro, le petit robot
- 1967-1968 : Princess Knight
- 1968-1971 :Kyojin no Hoshi
- 1968 : Animal One
- 1969 : Kaitei Shōnen Marin
- 1969 : Dororo
- 1969 : Judo Boy
- 1969-1970 : Moomin
- 1969-1971 : Attack No.1
- 1969-1970 : Otoko Ippiki Gaki Daisho
- 1970-1971 : Ashita no Joe
- 1970-1971 : Konchū Monogatari: Minashigo Hutch
- 1970-1972 : Inakappe Taisho
- 1971 : Sasurai no Taiyo
- 1971-1972 : Tensai Bakabon
- 1971-1972 : Shin Obake no Qtarō
- 1972 : Triton
- 1972 : Mon chéri Coco
- 1972-1974 : Dokonjō Gaeru
- 1973 : Kerokko Demetan
- 1973 : Yama Nezumi Rokkī Chakku
- 1973-1974 : Casshern
- 1973-1974 : Zero Tester
- 1973-1974Samurai Giants
- 1974 : Heidi
- 1974 : Konchu Monogatari Shin Minashigo Hutch
- 1974-1975 : Vic le Viking
- 1974-1975 : Hurricane Polymar
- 1974-1975 : Yamato
- 1975 : Flanders no inu
- 1975-1976 : Yūsha Raideen
- 1975 : La Seine no Hoshi
- 1975-1976 : Andesu Shōnen Pepero no Bōken
- 1976 : Marco
- 1976-1977 : Chōdenji Robo Combattler V
- 1976 : Gowappā 5 Godam
- 1976-1977 : Robokko Beeton
- 1977 : Araiguma Rascal
- 1977-1979 : Yatterman
- 1977 : Mechander Robot
- 1977-1978 : Chōdenji Machine Voltes V
- 1977 : Bouba
- 1977-1978 : Jump Out! Machine Hiryu
- 1977-1978 : Super Machine Zambot 3
- 1978 : Perinne Monogatari
- 1978 : Conan, le fils du futur
- 1978 : Muteki Kōjin Daitān 3
- 1979 : Akage no An
- 1979 : Mobile Suit Gundam
- 1979-1980 : The Ultraman
- 1980-1981 : Invincible Robo Trider G7
- 1980-1981 : Space Runaway Ideon
- 1982-1983 : Combat Mecha Xabungle
- 1983-1984 : Aura Battler Dunbine
- 1983-1984 : Ginga Hyōryū Vifam
- 1984-1985 : Heavy Metal L-Gaim
- 1985-1986 : Mobile Suit Zeta Gundam
- 1986-1984 : Mobile Suit Gundam ZZ
- 1993-1994 : Mobile Suit Victory Gundam
- 1998 : Brain Powerd
- 1999-2000 : Turn A Gundam
- 2002-2003 : Overman King Gainer
- 2014-2015 : Gundam Reconguista in G

### Cinéma
- 1981 : Mobile Suit Gundam - film 1
- 1981 : Mobile Suit Gundam - film 2
- 1982 : Mobile Suit Gundam - film 3
- 1982 : Space Runaway Ideon - le film
- 1983 : Combat Mecha Xabungle - le film
- 1988 : Mobile Suit Gundam : Char contre-attaque
- 1991 : Mobile Suit Gundam F91
- 2002 : Turn A Gundam : film 1
- 2002 : Turn A Gundam : film 2
- 2004 : Mobile Suit Zeta Gundam le film 1
- 2005 : Mobile Suit Zeta Gundam le film 2
- 2006 : Mobile Suit Zeta Gundam le film 3

### OAV
- 1996 : Garzey no Tsubasa Réalisation, scénario, storyboard
- 2001-2007 : Gundam Evolve Idée originale, storyboard
- 2005-2006 : The Wings of Rean Réalisation